# Віццола-Тічино
Віццола-Тічино (італ. Vizzola Ticino) — муніципалітет в Італії, у регіоні Ломбардія,  провінція Варезе.
Віццола-Тічино розташована на відстані близько 520 км на північний захід від Рима, 45 км на північний захід від Мілана, 23 км на південний захід від Варезе.
Населення — 575 осіб (2014).

## Демографія
Населення за роками:

Станом на 1 січня 2023 року в муніципалітеті офіційно проживало 26 іноземців з 16 країн, серед них 13 громадян країн Євросоюзу.

## Сусідні муніципалітети
- Ферно
- Лонате-Поццоло
- Марано-Тічино
- Оледжо
- Помбія
- Сомма-Ломбардо